# Faust z Riez
Faust z Riez (ur. przed 410 w Bretanii lub Brytanii, zm. ok. 495) – chrześcijański pisarz, mnich i opat, kaznodzieja i biskup Riez (od ok. 460 następca św. Maksyma), czczony jako święty Kościoła katolickiego.
Pochodził z Bretanii, był opatem w klasztorze w  opactwie leryńskim na wyspie św. Honoraty a następnie biskupem Riez. Często jako biskup odwiedzał macierzysty klasztor, by odnowić swe życie duchowe. Nigdy nie został wpisany do Martyrologium, ale jego lokalny kult był żywy.
Upamiętniano go 28 września.
Był zdecydowanym przeciwnikiem arianizmu a także poglądów predestynariańskich. Był autorem dokumentu Libellus subiectionis, skierowanego do trzydziestu biskupów uczestniczących w synodzie w Arles (473 r.), który miał podpisać prezbiter (ksiądz) Lucidus, wyrzekając się twierdzeń o predestynacji, uznanych za heretyckie.

(...) Potępiam razem z wami rozumowanie każdego,
(...)

kto mówi, że przedwiedza Boga zmusza człowieka, by zwrócił się ku śmierci (violenter compellat ad mortem) lub że z woli Boga giną ci, którzy giną;

kto mówi, że po ważnym przyjęciu chrztu, w Adamie umiera ten, kto popełni występek;

kto mówi, że jedni są uznani za mających umrzeć (deputati ad mortem), drudzy zaś przeznaczeni do życia;

(...)

kto mówi, że nie ma ognia i piekła;

W swym dziele De gratia Dei et humanae mentis libero arbitrio (O łasce Bożej i wolnej woli ludzkiego umysłu) obalał nie tylko nauczanie predestynacjanistów, lecz także Pelagiusza (PL 58, 783). Traktat jest jednak naznaczony poglądami semi-pelagiańskimi, za które był ostro krytykowany. Niektóre twierdzenia traktatu, zwłaszcza z ks. I, rozdz. 18, zostały potępione na synodzie w Orange w 529 w kan. 4.
Polemizował z nauczaniem Augustyna o łasce i przeznaczeniu. Umiarkowany pelagianin.

## Dzieła
Pisma Fausta zostały opracowane i wydane krytycznie w ramach serii Corpus Scriptorum Ecclesiasticorum Latinorum t. 21 przez A. Engelbrechta w 1891 r.:
- De gratia Dei (O łasce Bożej) CSEL 21,1-98
- De Spiritu Sancto (O Duchu Świętym) CSEL 21, 99-181
- Epistolae (Listy) CSEL 21,182-219
- Sermones (Kazania) CSEL 21,221-